# Hypobletus fossistoma
Hypobletus fossistoma är en skalbaggsart som först beskrevs av Sylvain Auguste de Marseul 1870.  Hypobletus fossistoma ingår i släktet Hypobletus och familjen stumpbaggar. Inga underarter finns listade i Catalogue of Life.